# Teodoro Mangafa
Teodoro Mangafa (em grego: Θεόδωρος Μαγκαφᾶς; romaniz.: Theódo̱ros Mangaphas/Mankaphas; fl. c. 1188 – 1205)[a] foi um nobre de Filadélfia que assumiu o título de imperador bizantino em duas ocasiões: a primeira durante o reinado de Isaac II Ângelo (r. 1185-1195 e 1203-1204) e a segunda, depois do saque de Constantinopla durante a Quarta Cruzada. Seu epíteto, Moroteodoro (Μωροθεόδωρος - "Teodoro, o Tolo"), lhe foi dado pelos cronistas gregos após seus sucessivos fracassos.

## Primeira tentativa
Por volta de 1188, Teodoro, provavelmente já um governante em sua Filadélfia natal, assegurou a lealdade da maior parte dos habitantes da cidade e também das regiões vizinhas na Lídia, além do apoio das comunidades armênias na Tróade. Ele se proclamou imperador desafiando Isaac II Ângelo e chegou a cunhar suas próprias moedas em prata. Conforme a revolta ganhava terreno, Isaac ficou tão alarmado que resolveu marchar contra o usurpador pessoalmente. Após algumas escaramuças iniciais, Teodoro foi cercado na Filadélfia em junho de 1189. Contudo, o imperador soube na mesma época que o imperador do Sacro Império Romano-Germânico, Frederico I (r. 1155–1190), se aproximava rapidamente para participar da Terceira Cruzada. A chegada dos exércitos germânicos aumentou ainda mais a ansiedade de Isaac em terminar rapidamente a guerra contra Teodoro e, por isso, ele aceitou perdoar Mangafa sob a condição de que ele se submetesse pessoalmente ao imperador, entregasse as regalias imperiais e libertasse os reféns. Teodoro conseguiu manter o controle de Filadélfia na posição de governador.
Por volta de 1193 (ou possivelmente 1190), porém, Basílio Vatatzes, o duque do Tema Tracesiano e o grande doméstico do exército bizantino, forçou-o a fugir para a corte dos turcos seljúcidas em Icônio. Lá, o sultão Caicusru I (r. 1192-1196; 1205-1211) permitiu que Teodoro recrutasse soldados entre as tribos nômades e, com este bando, ele atacou as terras fronteiriças do Império Bizantino entre 1195 e 1196. No final de 1196, o novo imperador Aleixo III Ângelo (r. 1195–1203) comprou Mangafa junto ao sultão sob a condição de que sua vida fosse poupada e que ele não teria que passar o resto da vida preso. Mesmo assim, Teodoro permaneceu preso por um período desconhecido de tempo até ser libertado, antes de 1204, e pôde retornar para Filadélfia.

## Segunda tentativa
No caos da Quarta Cruzada e o eventual saque de Constantinopla (1204), diversas pessoas se aproveitaram da situação para se auto-proclamarem independentes ou reivindicarem o trono imperial, que estava vago. Não se sabe se Mangafa retornou para Filadélfia antes ou depois da queda da capital, mas é fato que ele rapidamente re-estabeleceu seu domínio na região, fundando um estado independente. Após ter assegurado a Filadélfia, ele decidiu enfrentar Henrique de Flandres, um dos líderes cruzados e futuro imperador latino (r. 1206–1216), que estava acampado em Adramício tentando esmagar o que restava da resistência bizantina na Anatólia. Mesmo tendo pego Henrique de surpresa, suas forças não eram páreo para a cavalaria pesada latina e foram esmagadas na Batalha de Adramício em 19 de março de 1205. Recuando para Filadélfia, ele ficou ali até que seus territórios foram reconquistados por Teodoro Láscaris, do Império de Niceia (estado sucessor dos bizantinos) em 1205. Nada mais se sabe dele, mas se presume que tenha morrido no cativeiro da corte nicena.